# Dominique Colas
Pour les articles homonymes, voir Colas.
Dominique Colas, né le 14 août 1944 à La Baule et mort le 10 mars 2025 à Paris, est un politologue français, professeur agrégé de science politique à l'Institut d'études politiques de Paris (IEP). Il est à partir de 2014 professeur émérite à Sciences Po et chercheur au CERI.   

## Biographie

### Formation
Après des études au lycée Mignet à Aix-en-Provence, au lycée Thiers à Marseille et au lycée Henri-IV à Paris, Dominique Colas obtient une licence puis un diplôme d'études supérieures (DES) de philosophie à la faculté des lettres de Paris en 1967, sous la direction de Jean Wahl, puis un DES de science politique à l'université Paris 1 Panthéon-Sorbonne en 1972. 
Il soutient en 1980 un doctorat d'État en science politique sous la direction de Maurice Duverger,. Sa thèse s'intitule La théorie du parti révolutionnaire chez Lénine et ses implications politiques et il en tire un ouvrage. Dominique Colas obtient en 1981 l'agrégation de science politique.

### Activités
Professeur de philosophie dans l'enseignement secondaire puis à l'université, il est professeur de science politique à l'IEP de Paris à partir de 1995. Devenu professeur émérite, il enseigne à la PSIA de Sciences Po, notamment la théorie politique de la guerre et sur la Russie.     
Il a été un des membres de la direction de l'Association for the Study of Nationalities et a organisé pour elle avec Sciences Po une conférence internationale à Sciences Po en 2008.

### Mort
Dominique Colas meurt le 10 mars 2025 à Paris, à l'âge de 81 ans, des suites d'une crise cardiaque.

## Publications

### Ouvrages de Dominique Colas
- Principes du léninisme. La théorie du parti révolutionnaire et ses implications politiques, Paris, 1980, 2 tomes, 650 p.
- Freud et les éditions  Payot, Payot, 1989, comprenant D. Colas, « Freud lecteur de De Saussure ».
- Citoyenneté et nationalité, Gallimard, coll. « Folio Histoire », 2004[6],[7],[8].
- Le Léninisme. Philosophie et sociologie politiques du léninisme, Paris, PUF, 1982, 296 p. (version condensée et remaniée de sa thèse d'État) ; 2e édition augmentée, PUF, « Quadrige », 1998.
- Textes constitutionnels soviétiques, PUF, coll. « Que sais-je ? », 1987.
- Lénine et le léninisme, PUF, coll. « Que sais-je ? », 1987.
- Le Glaive et le Fléau. Généalogie du fanatisme et de la société civile, Éditions Grasset, 1991. Traduit en roumain et en anglais (Stanford University Press)[9]
- La Pensée politique, Larousse, 1992.
- avec François Châtelet, Olivier Duhamel, Évelyne Pisier et Pierre Bouretz, Histoire des idées politiques, PUF, 1993.
- Sociologie politique, PUF, 1994 ; 2e édition avec une introduction inédite, PUF, « Quadrige », 2002. Traduit en géorgien, en russe, en roumain et en portugais
- Textes constitutionnels français et étrangers, Larousse, 1994.
- Les Constitutions de l'URSS et de la Russie, 1900-1993, PUF, coll. « Que sais-je ? », 1997.
- Dictionnaire de la pensée politique. Auteurs. Œuvres. Notions, Larousse, 1997.
- avec Anne Gazier, Georges Mink, Jean-Christophe Romer, Gérard Wild, Anatoli Vichnevski, L'Europe post-communiste, PUF, 2002.
- Races et racismes de Platon à Derrida. Anthologie critique, Plon, 2004[10].
- Daniel Borrillo et Dominique Colas, L’homosexualité de Platon à Foucault : Anthologie critique, Paris, Plon, 2005, 688 p. (ISBN 978-2-259-19765-6)
- Lénine, Paris, Fayard, 2017, 532 p.[11],[12],[13]

### Direction d'ouvrages
- L'État de Droit. Travaux de la mission sur la modernisation de L'État, PUF, 1987.
- L'État et les corporatismes. Travaux de la mission sur la modernisation de L'État, PUF, 1988.
- avec Claude Emeri, Droit, Institutions et systèmes politiques, Mélanges en l'honneur de Maurice Duverger, PUF, 1988.
- avec Claude Emeri et Jacques Zylberberg, Nationalité et citoyenneté. Perspectives en France et au Québec, PUF, 1990.
- Oleg Kharkhordin et Dominique Colas, How to Do things with Publics, Cambridge Scholars Publishing, 2009

### Participation à des ouvrages collectifs
- "Logique et structure du discours sur la nation de De Gaulle et des communistes (1940-1946)" in Courtois et Lazar, Cinquante ans de passion française. De Gaulle et les communistes, 1991.
- "De l'absence de société civile sous le communisme à sa faiblesse dans le post-communisme" Sous la direction de Stéphane Courtois, Le jour se lève : l'héritage du totalitarisme en Europe, 1953-2005, Mayenne, Éditions du Rocher, coll. « Démocratie ou totalitarisme », 2006, 493 p. (ISBN 978-2268057019)
- "LA « SOCIETE CIVILE »  : UN SPECTRE QUI HANTE L’EUROPE COMMUNISTE ET POST-COMMUNISTE" in Stéphane Courtois (dir.), Sortir du communisme, changer d'époque, PUF, septembre 2011

### Blog de recherche
« Les images du globe dans l’espace public », sur Blogs.sciences-po.fr (consulté le 15 juillet 2018)